# Масло з молока яка
Масло з молока яка (англ. Yak butter) – вершкове масло, яке виготовляють з молока одомашненого яка в Непалі, Бутані, Індії, Монголії та Тибеті. Сир та молоко з молока яка є основними продуктами харчування та предметами торгівлі в громадах скотарів у Південній та Центральній Азії та в Тибетському нагір’ї.

## Історія
До 1980 року Непал був єдиною з азійських країн, яка виготовляла продукти з молока одомашнено яка, у тому числі масло і сир, на експорт.

## Виробництво

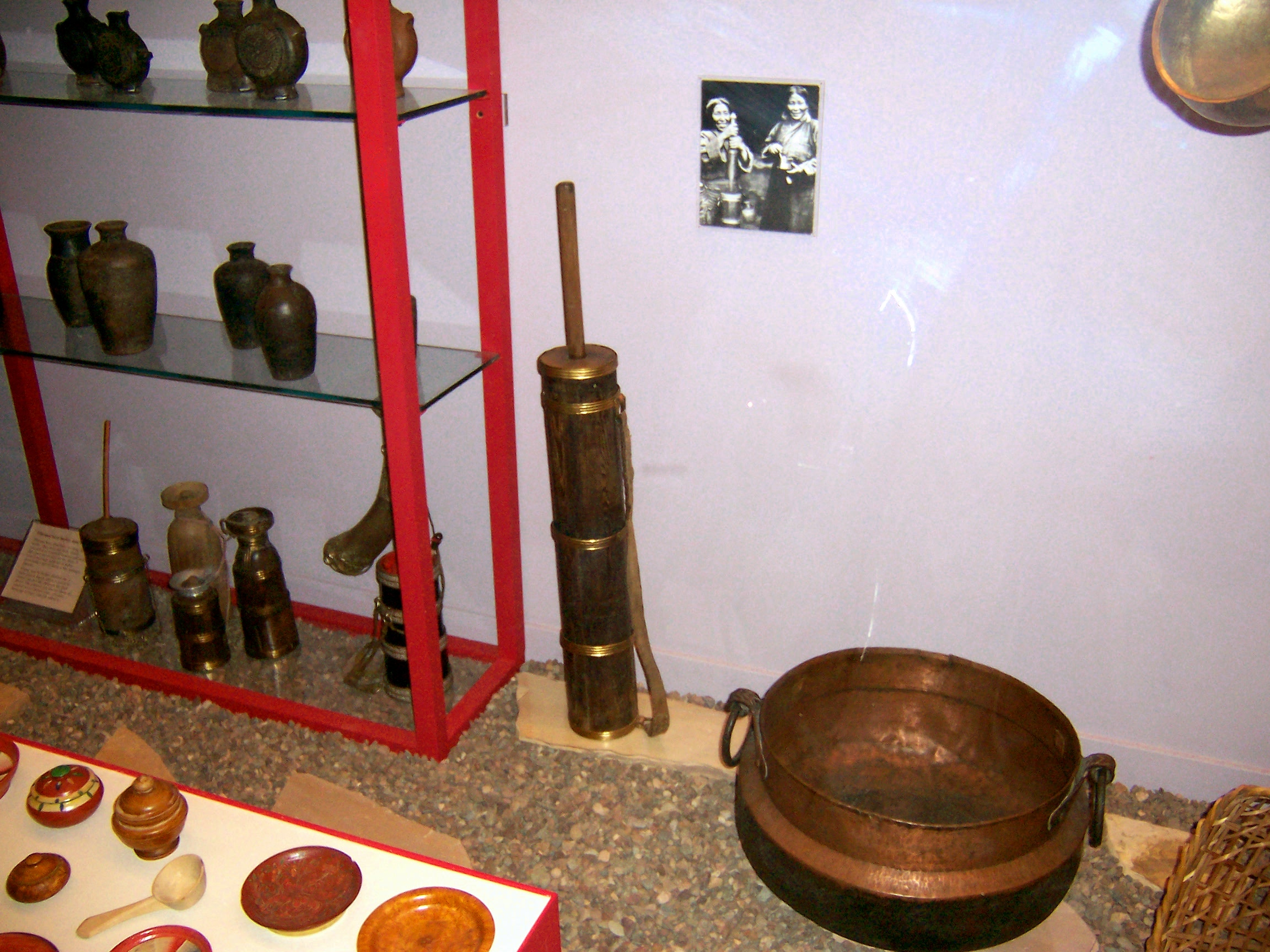
Маслобійка тибетської кухні (музей)

Молоко яка має у два рази більшу жирність, ніж цільне коров’яче молоко, а вершкове масло має текстуру дуже близьку до сиру.
Ячне скотарство дає пастухам багато різноманітних продуктів, у тому числі гній для палива, тяглову силу, м'ясо, волокна, і, звісно ж, молоко. Хоча вживання продуктів з молока яка є дуже поширеним явищем у районах гірських пасовищ, все ж не у всіх скотарських громадах їх вживають.
В Тибеті молоко яка бродить протягом однієї ночі. Влітку отриманий розчин збивають в дерев’яній маслобійці. Взимку розчин виливають у роздутий овечий шлунок та збовтують доти, доки масло не набуде своєї звичної форми.
Термін зберігання свіжого масла з молока яка становить близько одного року. Переважно його зберігають у сухому місці, без доступу повітря, у мішках з овечих шлунків або листя рододендрона.
Виготовляють сир та масло з молока яка переважно ручним способом далеко у горах. Незначна частина виготовлених молочних продуктів експортується.

## Застосування

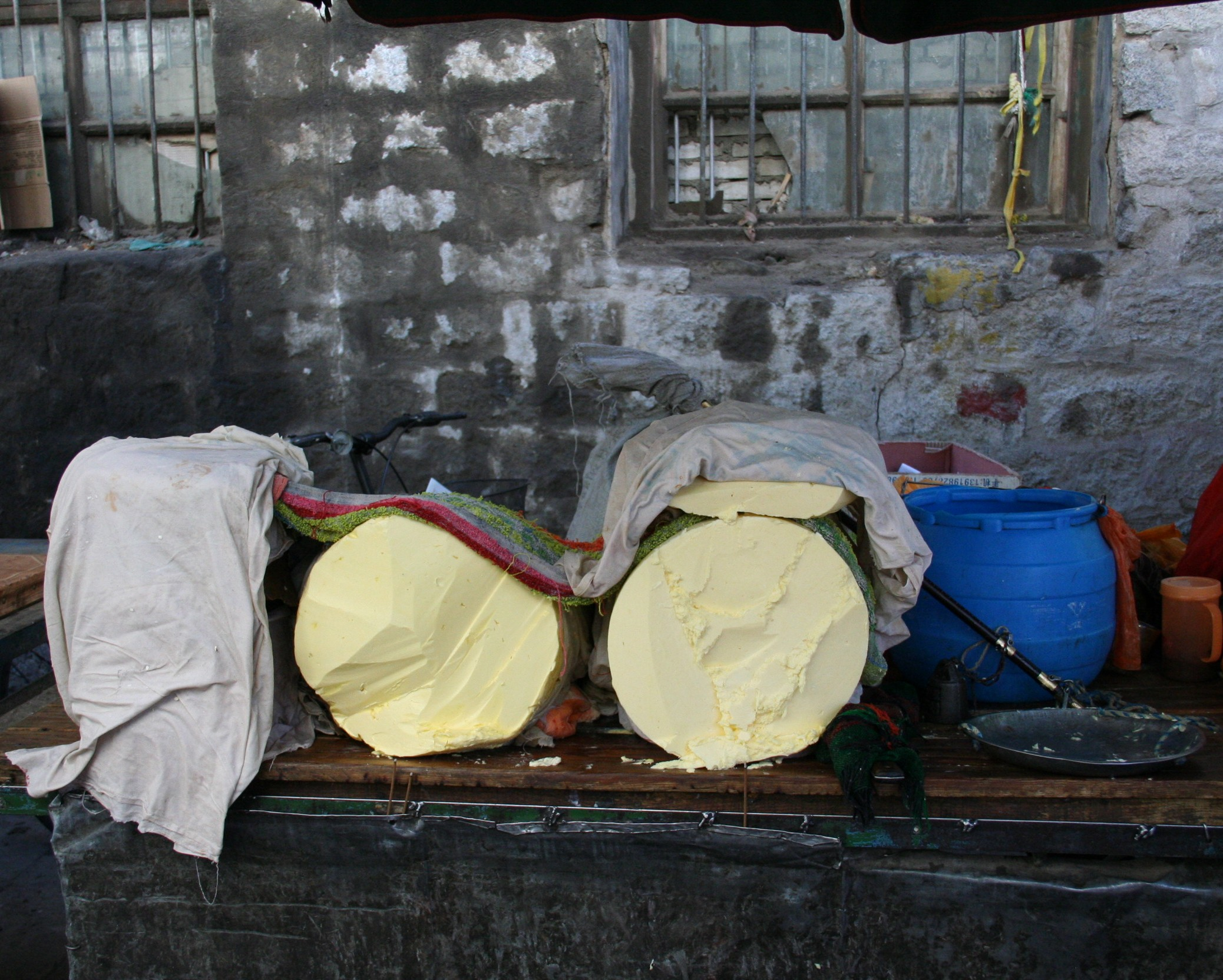
Масло з молока яка

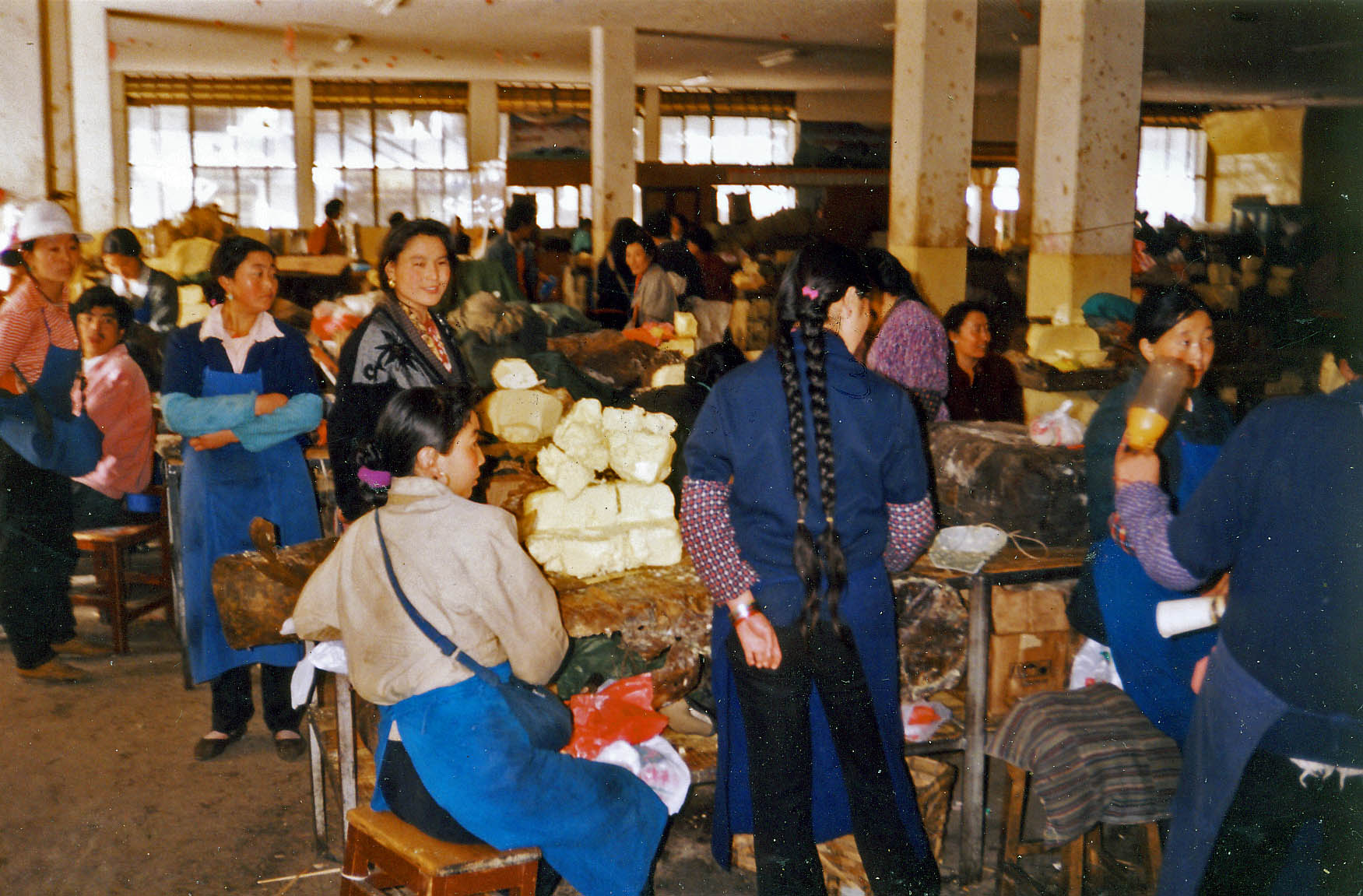
Продаж масла у місті Лхаса (вересень 1993 р.)

- Масло та сир з молока яка сьогодні не тільки вживаються, але й також продаються у інші країни.
- Масло з молока яка застосовується для традиційної вичинки шкур. Старе згіркле масло є найкращим для цього, ніж свіже масло[5].
- З цього виду масла готують популярний тибетський солоний напій часуйма. Пряжене вершкове масло використовують для приготування десерту. Змішують його з ячмінним борошном (цампою), отримуючи тісто, в яке додають фініки, кунжут. Й саме так традиційно пригощають гостей[1].
- Також це масло допомагає зволожувати шкіру [2], його застосовують як паливо для масляних ламп[6], з нього ліплять масляні скульптури для Лосара (тибетського Нового Року)[7], які можуть досягати майже 10 метрів у висоту [8].